# 가족의 탄생 (텔레비전 프로그램)
《가족의 탄생》은 KBS 2TV 자유선언 토요일 1부로 방송된 프로그램이다. 동물교감 버라이어티를 표방하며, 유기견을 임시로 보호하다가 정식으로 입양 보내는 것이 최종 목적이다.

## 소개
유기동물들과 함께하는 감동적인 이야기를 그린 예능 프로그램.

## 출연자
진행자
- 김병만, 이휘재, 붐, 노우진

영입 멤버
- 현아, G.NA, 임시완

하차 멤버
- 인피니트, 에이핑크

## 방영 목록
- MC 붐과 유기견 돌보미들이 자신들의 숙소에서 유기견을 임시로 키우는 에피소드와 MC 김병만, 이휘재, 노우진이 유기견들을 위한 미션을 수행하는 에피소드로 구성된다.

| 방송 정보             | 방송 정보 | 방송 내용 | 방송 내용                                                                                           |
| 방송 일시             | 방송 회차 | MC 김병만·노우진·이휘재 | MC 붐과 유기견 돌보미들                                                                             |
| --------------------- | --------- | --- | --------------------------------------------------------------------------------------------------- |
| 2011.11.12            | 1회       | 유기견 가족 오디션 방송 | 유기견 가족 오디션 방송                                                                             |
| 2011.11.19 2011.11.26 | 2회 3회   | [김병만, 이휘재, 붐, 노우진] 미니말(휘근이, 덕근이) 키우기 | [김병만, 이휘재, 붐, 노우진] 미니말(휘근이, 덕근이) 키우기                                          |
| 2011.12.3             | 4회       | [김병만, 이휘재, 노우진] 미니말 키우기 | [붐] 인피니트/에이핑크와 유기견들과 함께 소풍 가는 에피소드                                         |
| 2011.12.10 2011.12.17 | 5회 6회   | [김병만, 노우진] 미니말 키우기 | [이휘재, 붐] 유기견 에피소드                                                                        |
| 2011.12.24            | 7회       | [김병만, 노우진, 이휘재] 안성 평강공주 동물보호소에서 자원봉사 | [붐] 인피니트 강아지 삼남매 에피소드                                                                |
| 2011.12.31            | 8회       | [김병만, 노우진, 이휘재] 동물보호소 사료 1톤 기부를 위한 김병만의 달인 따라잡기(첫 번째 슬랙라인 도전 연습)                                                                                             | [붐] 에이핑크 2011 가족의 탄생 애견 대상 에피소드                                                   |
| 2012.1.7              | 9회       | [김병만, 노우진, 이휘재] 김병만의 달인 따라잡기(첫 번째 슬랙라인 도전 - 성공) | [붐] 에이핑크 야옹동물병원에서 퀵이 다리수술 받은 에피소드                                          |
| 2012.1.14             | 10회      | [김병만, 노우진, 이휘재] 김병만의 달인 따라잡기 (두 번째 국궁 도전 - 실패) | [붐] 출연하지 않음                                                                                  |
| 2012.1.21             | 11회      | [김병만, 노우진, 이휘재] 김병만의 달인 따라잡기 (세 번째 트램펄린 도전 - 성공) | [붐] 에이핑크 퀵/달이 에피소드, 인피니트 강아지 삼남매 에피소드는 미방영.                           |
| 2012.1.28             | 12회      | [김병만, 노우진, 이휘재] 김병만의 달인 따라잡기 (네 번째 슬라럼 도전 - 성공) | [붐] 출연하지 않음, 에이핑크 퀵/달이 에피소드는 미방영.                                             |
| 2012.2.4              | 13회      | [김병만, 노우진, 이휘재] 우진, 휘재, 병만의 위대한 도전(2012 런던올림픽 선전 기원 3MC 합동 미션) (첫 번째 종목 : 농구) (삼성생명 농구단 연습게임)                                                       | [붐] 인피니트 캠페인 영상 촬영, 에이핑크 화보 촬영 에피소드                                         |
| 2012.2.11             | 14회      | [김병만, 노우진, 이휘재] 우진, 휘재, 병만의 위대한 도전(2012 런던올림픽 선전 기원 3MC 합동 미션) (첫 번째 종목 : 농구 도전 - 실패)                                                                      | [붐] 인피니트 마지막 이야기 에피소드 / 에이핑크 퀵/달이 에피소드는 방송하지 않았다. (인피니트 하차) |
| 2012.2.18             | 15회      | [김병만, 노우진, 이휘재] 168시간의 위대한 도전(유기동물을 위한 희망 프로젝트 3MC 합동 미션) (두 번째 종목 : 축구 도전 - 실패)                                                                           | [붐] 에이핑크 가족여행 에피소드                                                                     |
| 2012.2.25             | 16회      | [김병만, 노우진, 이휘재] 168시간의 위대한 도전(유기동물 보호소의 울타리 설치를 위한 도전) (세 번째 종목 : 사격 도전) - 진종오 선수도 도전                                                               | [붐] 에이핑크 마지막 이야기 / 입양 그 후의 이야기 (에이핑크 하차)                                   |
| 2012.3.3              | 17회      | [김병만, 노우진, 이휘재] 168시간의 위대한 도전 (세 번째 종목 : 사격 도전 - 성공) - 진종오 선수도 도전에 합류                                                                                            | [붐] 현아, 지나, 시완의 체리 에피소드                                                               |
| 2012.3.10             | 18회      | [김병만, 노우진, 이휘재] 168시간의 위대한 도전(유기동물 보호소의 강아지 예방접종비 기부를 위한 도전) (네 번째 종목 : 배구 도전 - 성공) - 대한항공 장광균, 김학민 선수도 도전(곽승석 선수는 토스 도우미) | [붐] 현아, 지나, 시완의 체리 에피소드                                                               |
| 2012.3.17             | 19회      | [김병만, 노우진, 이휘재] 168분의 위대한 도전(강아지 둘리의 빠른 회복을 위한 도전) (다섯 번째 종목 : 볼링 도전 - 실패) - 엠블랙 승호, 천둥도 도전 - 실패했지만, 둘리의 회복을 위해 제작진이 치료비 지원  | [붐] 현아, 지나의 체리 에피소드 / 조권 특별 출연.                                                   |
| 2012.3.24             | 20회      | [김병만, 노우진, 이휘재] 168시간의 위대한 도전(유기동물 보호소의 대형 세탁기 기부를 위한 도전) (여섯번째 종목 : 핸드볼 도전 - 성공) - SK루브리컨츠 권근혜, 노현아 선수도 도전                           | [붐] 현아, 지나, 시완의 체리 에피소드                                                               |
| 2012.3.31             | 21회      | [김병만, 노우진, 이휘재] 168시간의 위대한 도전(유기동물 보호소의 사료 1.5톤 기부를 위한 도전) (일곱번째 종목 : 레슬링 도전 - 성공)                                                                      | [붐] 현아, 지나, 시완 마지막 이야기 / 가족의 탄생 마지막회                                          |

## 시청률
| 회차   | 방송일           | TNmS 시청률 | AGB닐슨 시청률 |
| ------ | ---------------- | ----------- | -------------- |
| 제1회  | 2011년 11월 12일 | 4.6%        | 4.4%           |
| 제2회  | 2011년 11월 19일 | 4.4%        | 4.1%           |
| 제3회  | 2011년 11월 26일 | 3.3%        | 3.7%           |
| 제4회  | 2011년 12월 3일  | 3.6%        | 3.5%           |
| 제5회  | 2011년 12월 10일 | 4.3%        | 4.4%           |
| 제6회  | 2011년 12월 17일 | 2.7%        | 4.1%           |
| 제7회  | 2011년 12월 24일 | 3.2%        | 3.8%           |
| 제8회  | 2011년 12월 31일 | 4.2%        | 4.8%           |
| 제9회  | 2012년 1월 7일   | 3.9%        | 4.3%           |
| 제10회 | 2012년 1월 14일  | 4.0%        | 4.3%           |
| 제11회 | 2012년 1월 21일  | 4.0%        | 3.9%           |
| 제12회 | 2012년 1월 28일  | 2.5%        | 4.4%           |
| 제13회 | 2012년 2월 4일   | 2.6%        | 3.5%           |
| 제14회 | 2012년 2월 11일  | 5.2%        | 4.3%           |
| 제15회 | 2012년 2월 18일  | 3.2%        | 3.3%           |
| 제16회 | 2012년 2월 25일  | 3.9%        | 2.8%           |
| 제17회 | 2012년 3월 3일   | 4.2%        | 3.4%           |
| 제18회 | 2012년 3월 10일  | 3.5%        | 3.1%           |
| 제19회 | 2012년 3월 17일  | 3.2%        | 2.6%           |
| 제20회 | 2012년 3월 24일  | 3.0%        | 2.3%           |
| 제21회 | 2012년 3월 31일  | 3.6%        | 2.9%           |

## 같이 보기
관련 항목
- 자유선언 토요일

방송 프로그램
- 류수영의 동물티비, 반려동물극장